# Xonia Wunsch-Ruiz
Xonia Wunsch-Ruiz is een Spaanse golfster en kunstenares.
Xonia kreeg haar eerste schilderlessen van Luis de La Cámara, ze was toen 9 jaar. Ze won enkele jeugdprijzen maar besloot in 1988 toch golfprofessional te worden. Haar topjaar was 1989. Ze won het Ladies Italian Open op de Olgiata Golf Club en de Benson & Hedges Trophy met Miguel Ángel Jiménez op de Aloha Golf Club. Ze werd door Golfworld uitgeroepen tot Golfster van het Jaar. 
Haar golfcarrière was echter van korte duur. In 2002 werd ze commentator voor Canal+. Sinds 2005 concentreert zij zich weer op het schilderen.  
Gewonnen
- 1989: Ladies Italian Open, Benson & Hedges Trophy